# Frank Thelen

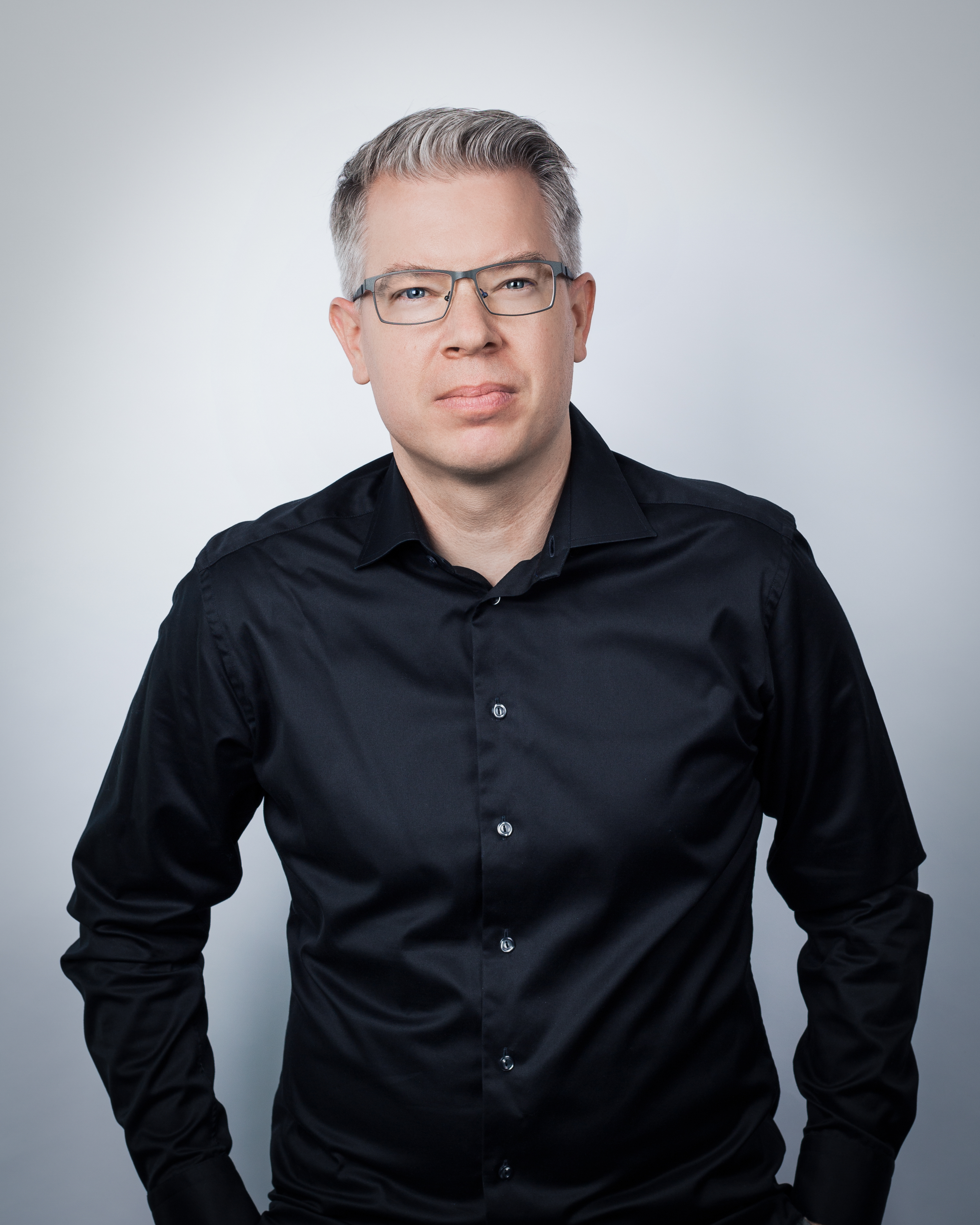
Frank Thelen (2020)

Frank Thelen (* 10. Oktober 1975 in Bonn) ist ein deutscher Unternehmer, Investor und Autor.

## Leben
Frank Thelen besuchte zunächst das Pädagogium Bad Godesberg und dann die Carl-Schurz-Realschule in Bonn.
Bevor er sich der Software-Entwicklung zuwandte, war Thelens Leben in seiner frühen Jugend zunächst vor allem vom Skate- und Snowboarden bestimmt. Er unterstützt in dem Bereich bis heute Projekte wie „Skate-Aid“ von Titus Dittmann oder „Beton für Bonn“ von Philipp Nehren und betont regelmäßig, wie sehr ihn dies noch heute präge.
Das später aufgenommene Informatikstudium an der Hochschule Bonn/Rhein-Sieg brach Thelen ab, um sein erstes Unternehmen aufzubauen, und wurde zum Seriengründer von Start-ups. Heute ist er als Investor, Unternehmer und Autor aktiv.
Thelen lebt in Bonn und ist mit der Kieferorthopädin Nathalie Thelen-Sattler verheiratet.

## Geschäftstätigkeit
Nach eigenen Angaben in seiner Autobiographie gründete Thelen 1994 mit Softer Solutions Media sein erstes Unternehmen, das eine Plattform zur Produktion von Multimedia-CD-ROM entwickelte und 1996 mit einem anderen Unternehmen fusionierte, aus dem die Twisd AG hervorging, für die Thelen 1997 1,4 Millionen DM Wagniskapital erhielt. Die Firma entwickelte und verkaufte einen Linux-basierten Router, der lokale Netzwerke mit dem Internet verband und das Management über eine Webschnittstelle ermöglichte. 1999 bereitete sich die Firma auf einen Börsengang vor, musste im Zuge der geplatzten Dotcom-Blase dann allerdings Insolvenz anmelden.
Die im Jahr 2002 gegründete Idenion GmbH war ein IT-Start-up, das nach Angaben Thelens ein Content-Management-System für den Internethandel entwickelte. Die Gesellschaft wurde 2008 wegen Vermögenslosigkeit gelöscht.
Die von ihm 2004 gegründete ip.labs GmbH war ein Online-Foto-Dienst. Die Firma wurde 2008 von der Fujifilm-Gruppe übernommen. In Fachkreisen wurde der damalige Kaufpreis auf umgerechnet zwischen 13 und 19 Millionen Euro geschätzt. Nach eigenen Aussagen hielt Thelen seinerzeit 75 % der Anteile und war noch längere Zeit für das Unternehmen unter dem neuen Eigentümer tätig.
Nachdem er ip.labs verlassen hatte, gründete er die doo GmbH, die eine App zur zentralen Dokumentenverwaltung mit vielfältigen Funktionen entwickelte. Zu Beginn investierten neben anderen Wagnisinvestoren Lars Hinrichs und DuMont Venture über zehn Millionen US-Dollar in das Unternehmen. Nachdem der ursprüngliche Ansatz der App gescheitert war, wurde 2014 aus der doo App die Scanner-App Scanbot und auch das Unternehmen entsprechend umbenannt. Laut Thelen wurde damit Mitte 2018 die Gewinnschwelle erreicht. Scanbot konzentriert sich inzwischen auf OCR und Scannertechnologien für Unternehmen, die Scanbot Comsumer App wurde 2020 an die amerikanische Maple Media verkauft, das Unternehmen selbst 2025 an den US-Softwarehersteller Apryse.
Thelen ist zusammen mit Marc Sieberger und Alex Koch Gründer und Geschäftsführer der 2009 als „e42 GmbH“ gegründeten und im Jahr 2017 in „Freigeist Capital GmbH“ umbenannten Risikokapitalgesellschaft, welche insbesondere in technologie- und designfokussierte Gründungen in der Frühphase investiert.
Von 2014 bis 2020 war er einer der Investoren und Juroren in der VOX-Fernsehsendung Die Höhle der Löwen, in der Start-ups und junge Unternehmer versuchen, diese für ein Investment in ihre Geschäftsidee zu gewinnen. Seit 2014 hat Thelen über seine Investmentgesellschaft Freigeist in 14 Start-ups investiert, deren Gründer in der Show aufgetreten sind. Darunter sind insbesondere Start-ups aus dem Food-Bereich. 2019 kündigte Thelen an, ab 2020 nicht mehr teilzunehmen, um wieder verstärkt in andere Technologie-Startups zu investieren. Im August 2024 kündigte VOX an, dass Thelen anlässlich des 10-jährigen Bestehens der Show einmalig an einer Jubiläumssendung am 23. September 2024 teilnehmen werde. Im November 2024 wurde bekannt, dass Thelen ab Herbst 2025 wieder regelmäßig als Juror teilnehmen wird.
Mit seiner Firma Freigeist investiert Thelen Beträge bis zu einer Million (bisher größtes Invest in EnduroSat) oft zusammen mit großen Wagniskapitalgesellschaften oder Einzelinvestoren, darunter sind Investitionen in z. B. Lilium, Xentral ERP Software, Kraftblock (Energiespeicher) oder RobCo (Robotik). Im Mai 2022 investierte Freigeist erstmals in ein Biotech Startup; PROSION Therapeutics befasst sich u. a. mit der Entwicklung eines Krebsmedikaments. Im Januar 2024 investierte Freigeist in ein weiteres Startup aus dem Biotechnologie Bereich, BioThrust, das mit Bioreaktoren im Bereich der Stammzellentherapie tätig ist.
Die 2021 von Thelen gegründete 10xDNA Capital Partners GmbH legt Aktienfonds auf, die sich an private und institutionelle Anleger wenden. 2024 erfolgte die Umbenennung in TEQ Capital.

## Autorentätigkeit
Im August 2018 erschien im Murmann Verlag seine Autobiografie Startup-DNA. Hinfallen, aufstehen, die Welt verändern. Die Autobiografie wurde in Zusammenarbeit mit Christoph Schulte-Richtering erstellt und stand mehrere Wochen auf den Bestseller-Listen für Hardcover-Sachbücher. Im Mai 2022 wurde eine aktualisierte und überarbeitete Ausgabe als Taschenbuch im Goldmann Verlag veröffentlicht.
Sein zweites Buch 10xDNA: Das Mindset der Zukunft erschien im Mai 2020 und befasst sich mit aktuellen Entwicklungen in der IT, insbesondere auch Künstliche Intelligenz und Quantencomputer und stand ebenfalls auf Bestseller-Listen für Hardcover-Sachbücher. Im November 2020 wurde es unter dem Titel 10xDNA: Mindset for a thriving future in überarbeiteter Form in englischer Sprache veröffentlicht und im Oktober 2021 überarbeitet als deutschsprachiges Taschenbuch.
Er ist einer der Autoren des Buchs Zukunftsrepublik 80 Vorausdenker*innen springen in das Jahr 2030.

## Politisches Engagement
Am 12. Februar 2017 war Thelen Mitglied der 16. Bundesversammlung zur Wahl des Bundespräsidenten als nominierter Vertreter des Landtags von Nordrhein-Westfalen für die FDP. Er gehört auch zu den zehn deutschen Start-up-Unternehmern, die im Juni 2021 insgesamt 500.000 Euro an die FDP gespendet haben. Thelen war bis April 2017 Mitglied der CDU. Bei der Bundestagswahl 2025 unterstützte er öffentlich sowohl die CDU als auch die FDP.
Er war zusammen mit Dorothee Bär von 2018 bis 2021 Leiter des Innovation Council der Bundesregierung.
Thelen setzt sich dafür ein, dass in Europa im Bereich der neuen Technologien Voraussetzungen geschaffen werden, dass mehr große Start-ups entstehen.

## Sonstiges
- 2012 bekam Thelen von Bundeskanzlerin Angela Merkel den „Innovate 4 Society Award“ überreicht, der von Microsoft für die App „doo“ vergeben worden war.[58]
- 2018 trat Thelen als „Vertretungslehrer“ in der gleichnamigen VOX Show auf.[59][60]
- Thelen ist regelmäßig Gast in Talkshows, u. a. Markus Lanz,[61] Maischberger[62] oder Inas Nacht.[63]

## Kritik
Im März 2019 berichteten unter anderem Manager Magazin und Wirtschaftswoche über Probleme bzw. Unregelmäßigkeiten im Zusammenhang mit dem Start-up Von Floerke. Es wird Thelens Werbeengagement im Rahmen einer Crowdfunding-Kampagne des Unternehmens kritisiert, dessen Zahlen er nach eigenen Aussagen nicht kannte und dessen Anteile er formal verkauft hatte, obwohl er sich in einem Werbevideo als „sehr, sehr glücklicher Investor“ bezeichnete.
Im April 2019 kritisierte die Rheinische Post, dass Thelen sein politisches Engagement zur Verfolgung eigener Interessen ausnutze, da in das Innovation Council der Bundesregierung gleich zwei Gründer von Start-ups, an denen er beteiligt ist, berufen wurden. Thelen erklärte, dass diese deshalb in den Beirat berufen worden seien, da er keine anderen Personen kenne, die die Themen Blockchain und Flugtaxis entsprechend kompetent vertreten könnten.
Die Wirtschaftszeitschrift Capital warf Thelen im Juli 2021 antidemokratische Tendenzen vor und bezieht sich damit auf eine Aussage Thelens während des PLAN W Kongresses in Berlin im Juni 2019: „Da schaue ich schon neidisch auf China. Einmal vier Jahre lang alles per Order und im Eiltempo aufbauen und dann ist auch wieder gut, dann können wir zurück zu unserer Staatsform.“ Darauf ergänzte Thelen noch, dass er Demokratie „nämlich sehr richtig“ finde. Die Kritik, Thelen vertrete antidemokratische Ideen, wiederholte im Juni 2022 Lukas Scholle im Jacobin. Er kritisierte Thelens Ausführungen in einem Interview mit Tilo Jung, wo er seinen Vorschlag einer „temporären Diktatur“ erneuert habe. Thelen habe „nicht nur ein defizitäres Verständnis von Freiheit, er glaubt auch, dass gegen ein kleines bisschen Diktatur letztlich nichts einzuwenden ist – es gehe ja um die gute Sache, nämlich die ökologische Wende.“
Im August 2021 wurde über das soziale Netzwerk Twitter, jetzt X, ein Ausschnitt aus einer Folge seines Podcasts Startup-DNA aus dem Jahr 2019 verbreitet, in dem Thelen über mögliche Zwangssterilisationen von Menschen in Afrika spekuliert, die er aber letztlich ablehnt. Wörtlich sagt Thelen: „Ich sage nicht, dass ich das gut finde, ich habe das nicht durchdacht. Aber China zum Beispiel hat ja gesagt, die dürfen sich nicht mehr vermehren. Ich weiß nicht, ob das heute noch so ist. Aber, dass man nur ein Kind haben darf. Man könnte in Afrika genau das machen: Ein Gesetz erlassen und sagen, nach so und so viel Geburten wird der Mann sterilisiert, die Frau. Ich sage nicht, dass das richtig ist.“ Für diese Aussagen wurde Thelen unter anderem Rassismus und ein Hang zum Autoritarismus vorgeworfen. Thelen entschuldigte sich daher dafür, „den Anschein erweckt zu haben, dass er sich nicht für Menschenrechte interessiere.“
Im Dezember 2021 wurde im Manager Magazin Thelens Investorentätigkeit insbesondere bei Die Höhle der Löwen kritisch hinterfragt. So verdiene Thelen sein Geld nicht primär mit diesen Investments, sondern vor allem mittels Selbstvermarktung als Werbefigur. So hätte er angeblich in den ersten beiden Staffeln von Die Höhle der Löwen in 14 Start-ups insgesamt 1,1 Mio. EUR investiert. Tatsächlich kamen jedoch nur vier Deals mit einer Investitionssumme von 383.000 EUR zustande. Drei dieser vier Start-ups hätten später Insolvenz angemeldet. Die Erfolglosigkeit dieser Investments wurde auch von dem Kanal Strg_F des Funk-Netzwerkes kritisch betrachtet.

„Während Thelen im TV weiterhin den Investor mimt, wird der Fernsehstar in der realen Venture-Capital-Welt eher belächelt. Thelen selbst hat mal gesagt: 'Während die Bevölkerung ihn als Musk sehe, sehe man ihn in der Branche als ‚Dieter Bohlen‘.“

Thelen bestreitet, diesen Vergleich mit Dieter Bohlen selbst gezogen zu haben.
Der 10xDNA Disruptive-Technologies Fonds wurde mehrfach stark kritisiert. So habe Thelen ihn als „nicht spekulativ“ und „sicher“ bezeichnet. Dieser habe jedoch seit Emission am 1. September 2021 bis Ende Dezember 2022 zwischenzeitlich rund 50 % an Wert verloren, konnte sich seitdem jedoch erholen und hat seit Anfang 2023 wieder hinzugewonnen. Der Verlust seit Ausgabe liegt Stand November 2024 damit bei rund 18 %. Er wird nach MiFID II auf einer Skala von 1 (geringeres Risiko) bis 7 (höheres Risiko) bei 6 eingestuft, da der Fonds nicht nur in Aktien, sondern auch Zertifikate, z. B. auf spekulative Kryptowährungen, investieren darf. Im Februar 2023 wurde der Small & Mid Cap Technologies-Fonds aufgelegt, der seit seiner Auflage bis Stand Ende April 2025 eine Rendite von 4,2 % brachte; der im März 2024 aufgelegte Clean -Technologies-Fonds weist seit Auflage bis Stand Ende April 2025 einen Kursverlust von rund 8 % auf. Thelen behaupte zudem, dass die Einzelwerte im Portfolio des 10xDNA-Fonds ein Wachstumspotenzial in den nächsten vier bis acht Jahren von mindestens 200–300 % aufwiesen. Diese Aussage sehen viele Experten als kritisch, da Unternehmen, wenn diese Wachstumsprognosen realistisch wären, schon heute eine deutlich höhere Unternehmensbewertung erhalten würden. Auch das Funk-Format STRG F kritisiert den Fonds aufgrund seiner Erfolgsversprechen.

## Veröffentlichungen
- mit Christoph Schulte-Richtering: Die Autobiografie: Startup-DNA – Hinfallen, aufstehen, die Welt verändern. Murmann Publishers, Hamburg 2018, ISBN 978-3-86774-611-3.
- Autorenbeitrag in: Europa kann es besser: Wie unser Kontinent zu neuer Stärke findet. Ein Weckruf der Wirtschaft. Hrsg. von Thomas Sigmund und Sven Afhüppe. Herder, Freiburg 2019, ISBN 978-3-451-39360-0.
- mit Markus Schorn: 10xDNA: Das Mindset der Zukunft. Frank Thelen Media, Bonn 2020, ISBN 978-3-9821764-0-6.
- Volker ter Haseborg (Autor), Beat Balzli (Herausgeber), Frank Thelen – Mein Leben, Meine Firma, Meine Strategie; GABAL Verlag, Offenbach 2022, ISBN 978-3-96739-094-0.